# Paasmis
De paasmis is de mis die in de rooms-katholieke, oosters-orthodoxe en oriëntaals-orthodoxe kerken op de ochtend van de paaszondag gevierd wordt in aansluiting op de paaswake, na de Goede Week. Binnen de Rooms-Katholieke Kerk is de bekendste viering op het Sint-Pietersplein in Vaticaanstad. Na afloop van deze mis spreekt de paus de zegen Urbi et orbi (Voor de stad en de wereld) uit.
In de christelijke traditie is Pasen, of ook wel het paasfeest, het belangrijkste liturgische feest. Op Goede Vrijdag, de vrijdag voor Pasen, herdenken christenen het lijden en de kruisdood van Jezus en met Pasen vieren zij zijn opstanding, ook wel verrijzenis genoemd, uit de dood. Pasen behoort daarmee tot de traditie van de zoenoffers, die draaien om de noodzaak van de dood voor het leven, de verzoening met het goddelijke en de spirituele ontwikkeling van de eigen ziel door beproeving.